# Jak–152
A Jak–152 dugattyús motoros, légcsavaros, alapfokú kiképző és gyakorló repülőgép, melyet az  orosz Jakovlev tervezőiroda fejlesztett ki és az Irkut repülőgépgyár gyárt. A gép a sugárhajtású Jak–130-as kiképző repülőgéppel együtt oktatási rendszert képez. A Jak–152 a kiképzés első fázisában, míg a sugárhajtású gép a kiképzés későbbi fázisaiban kap szerepet. A két gépnek a kezelőszervei és műszerezettsége nagymértékben egységesítve van.

## Története
Tervezése 2014-ben kezdődött a Jakovlev tervezőirodában az orosz Védelmi Minisztérium megrendelésére. A gép – ahogyan a típusjelzése is utal rá – a Jak–52 alapfokú kiképző repülőgép leváltására készült. A gép a Jak–54-es műrepülőgép konstrukcióján alapul. Az első prototípus 2016 augusztusára készült el, a kész gépet augusztus 27-én mutatták be a nyilvánosság előtt az Irkutszki Repülőgépgyárban. Ugyanakkor további három prototípus építése zajlott le. A négy prototípusból kettőt a repülési tesztekhez, egyet a földi statikai vizsgálatokhoz, egyet a földi élettartam vizsgálatokhoz használnak fel. Az első prototípussal 2016. szeptember 29-én hajtották végre az első felszállást az Irkutszki Repülőgépgyár repülőteréről. A gép pilótája Vaszilij Szevasztyjanov, a Jakovlev tervezőiroda berepülőpilótája volt. A repülési teszteket 2017 márciusáig tervezik, utána kezdődik a sorozatgyártás.
2016 nyarán az orosz Védelmi Minisztérium 150 gépre adott megrendelést az Irkut vállalatnak. Távlatilag kb. 250–300 gépre tart igényt a Védelmi Minisztérium, valamint további legalább száz repülőgépre lenne szüksége a DOSZAAF repülőklubjainak. Emellett a belarusz DOSZAAF is érdeklődik a típus iránt és keretszerződést is kötött a gyártóval a típus beszerzésére.

## Jellemzői

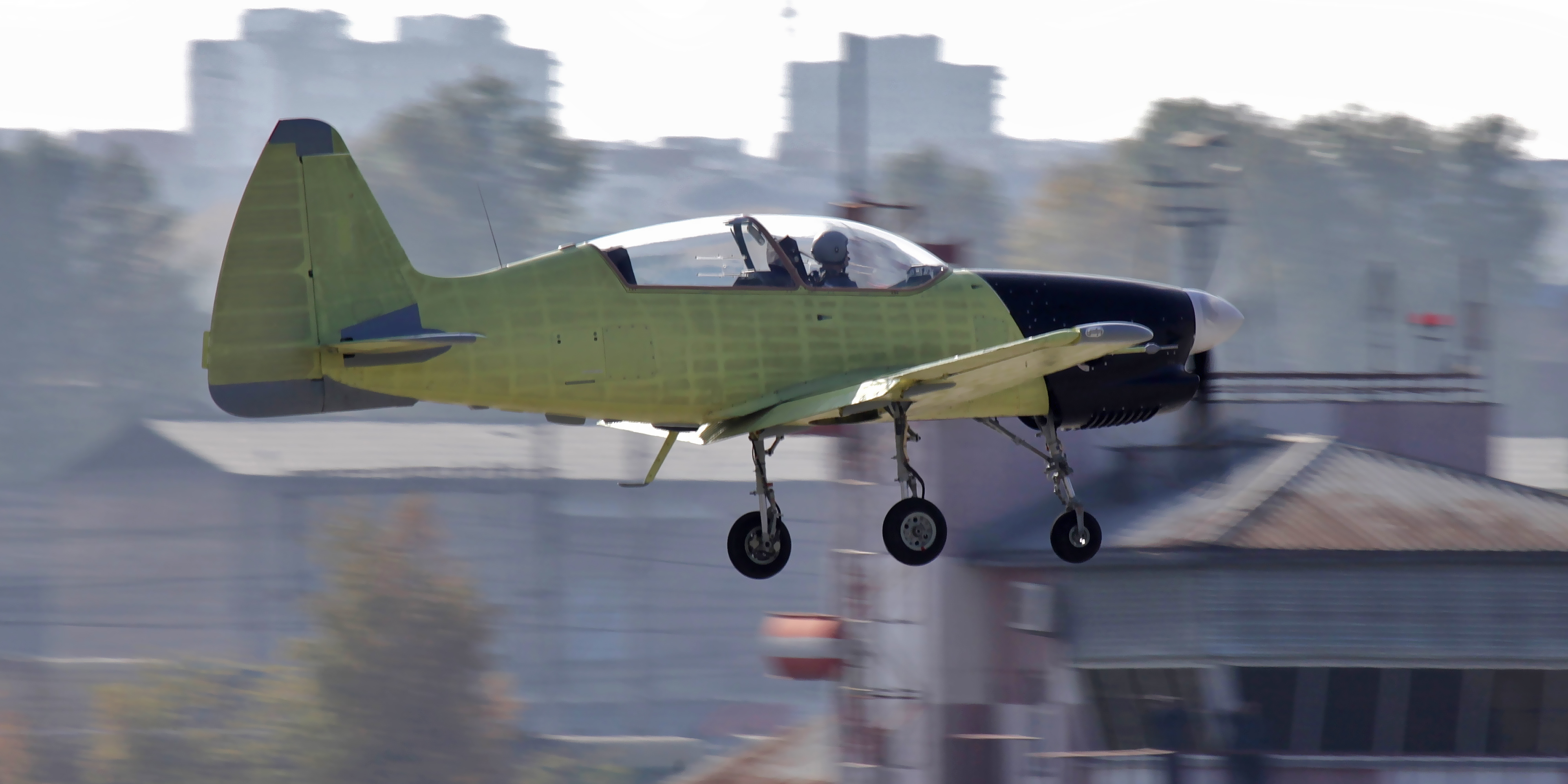
A gép első felszállása Irkutszkban, 2016 szeptemberében

Hagyományos aerodinamikai elrendezésű, alsószárnyas konstrukció szabadonhordó szárnyakkal. Nagyrészt fémépítésű repülőgép, de egyes elemei kompozitanyag szerkezetek. A sárkány fémből készített félhéj szerkezet. A szárny egyfőtartós. A csűrők és a kormányok kompozit anyagból készültek.
A pilótafülke kétfős, tandem elrendezésű. A növendék elöl, az oktató hátul foglal helyet. Mindkét pilóta rendelkezik a gép irányításához szükséges kezelőszervekkel. Mindkét pilóta előtt két-két LCD kijelző található. A gépbe SZKSZ–94M típusú katapultüléseket építettek.
A gép orr részébe egy német gyártmányú RED A03 típusú, 373 kW (500 LE) maximális teljesítményű, V12 hengerelrendezésű dízelmotort építettek, amely egy 2,5 m átmérőjű, változtatható állásszögű, háromtollú fém légcsavart hajt.
A futómű hárompontos, orrfutós kialakítású. A futó kerekei kisnyomásúak, ami lehetővé teszi a burkolatlan felületű repülőterekről történő üzemeltetését is.

## Műszaki adatok

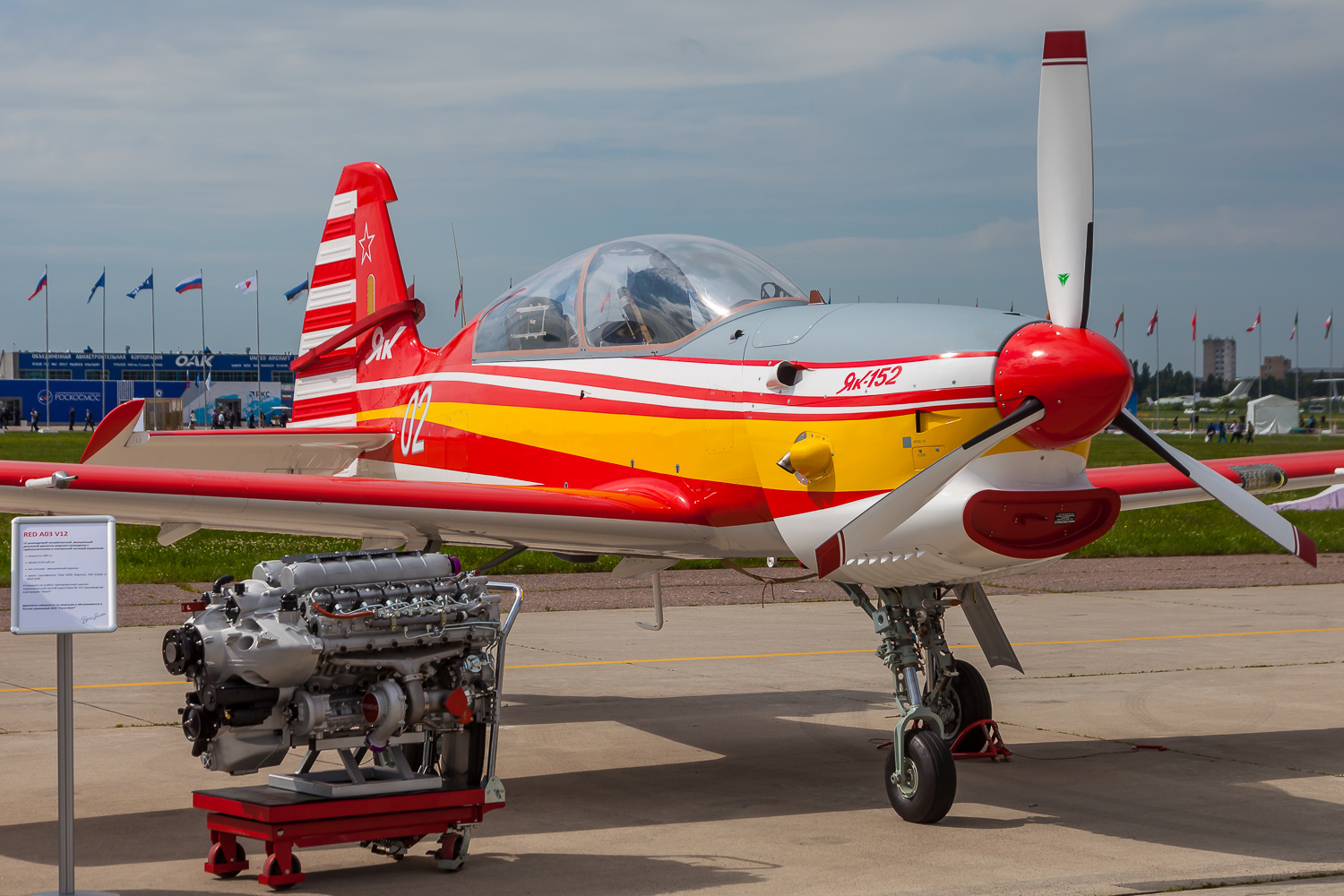
A Jak–152 és a RED A03 típusú dízelmotorja a MAKSZ–2017 repülőgépipari kiállításon

### Geometriai méretek és tömegadatok
- Fesztáv: 8,82 m
- Hossz: 7,22 m
- Magasság: 2,47
- Maximális felszálló tömeg: 2125 kg
- Maximális terhelés: 550 kg
- Üzemanyag: 200 kg

### Motor
- Motorok száma: 1 db
- Típusa: RED A03 V12 hengerelrendezésű dízelmotor
- Felszálló teljesítmény: 373 kW (500 LE)

### Repülési jellemzők
- Legnagyobb sebesség: 500 km/h
- Normál utazósebesség: 380 km/h
- Leszálló sebesség: 145 km/h
- Emelkedőképesség: 8 m/s
- Legnagyobb repülési magasság: 4000 m
- Hatótávolság: 1500 km
- Felszállási úthossz: 300 m
- Kigurulási úthossz: 450 m